# High Sierra
High Sierra (Brasil: Seu último refúgio / Portugal: O último refúgio) é um filme estadunidense de 1941, do gênero policial com elementos de film noir, dirigido por Raoul Walsh.
Foi uma das primeiras parcerias de Bogart e o amigo John Huston (que aparece como co-roteirista). O filme conta com locações na região turística californiana de Sierra Nevada, com imagens do Monte Whitney, o pico continental de maior altitude dos EUA. Policiais da cidade próxima de Lone Pine, participaram do filme.

## Sinopse
Um chefão de Chicago, Big Mac, já muito doente, resolve investir tudo num último golpe na Califórnia. Para tanto, consegue obter o perdão e libertar da prisão seu comparsa de confiança Roy Erle, que cumpria prisão perpétua.
Roy Erle é durão, odeia policiais e não hesita em matar quando se sente acuado. Mas também demonstra ser capaz de gestos cavalheirescos, ajudando uma família de migrantes falidos de Ohio, pagando cirurgia para uma garota deficiente e até amparando um cachorro com fama de que "dá azar" aos donos. Mas a imprensa sensacionalista não quer saber disso, apelidando Erle de "Cão Danado" ("Mad Dog" Erle) e estimulando uma intensa perseguição policial ao criminoso.
Recebendo as ordens de Mac, Erle vai para a Califórnia para roubar milionários que se hospedam num hotel turístico serrano. Mas um assalto que parecia fácil, se complicará pois os parceiros de Erle são jovens inexperientes e briguentos. No final, o clímax com um tiroteio nos gélidos picos da Sierra Nevada.

## Elenco
- Ida Lupino…Marie
- Humphrey Bogart…Roy Earle
- Alan Curtis… Babe
- Arthur Kennedy…Red
- Joan Leslie…Velma
- Henry Hull…Doc Banton
- Henry Travers…Pa
- Jerome Cowan…Healy
- Minna Gombell…Sra. Baughmam
- Barton MacLane…Jake Kranmer
- Elisabeth Risdon…Ma
- Cornel Wilde…Louis Mendoza
- Donald MacBride…Big Mac
- Paul Harvey…Sr. Baughmam
- Isabel Jewell…Blonde
- Willie Best…Algernon
- Spencer Charters…Ed
- George Meeker…Pfiffer

## Refilmagens
- Em 1949 no western Colorado Territory, também dirigido por Raoul Walsh.
- Em 1955, I Died a Thousand Times, com Jack Palance e Shelley Winters, dirigido por Stuart Heisler.